# هنري غراتان

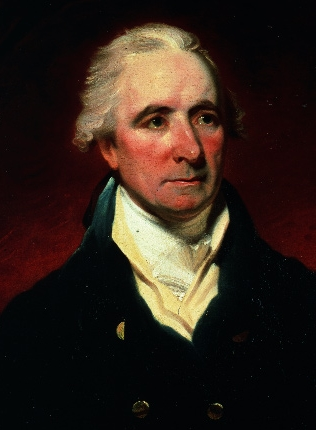
صورة اقتصاص هنري جراتان

هنري غراتان (3 يوليو 1746 - 4 يونيو 1820) هو سياسي ومحامي أيرلندي ناضل من أجل الحرية التشريعية للبرلمان الأيرلندي من بريطانيا في أواخر القرن الثامن عشر. أصبح عضوًا في البرلمان الأيرلندي من 1775 إلى 1801 وعضوًا في برلمان وستمنستر من 1805 إلى 1820. وُصف بأنه خطيب رائع وعاطفي. طالب بحماس سخي حصول أيرلندا على مركزها الشرعي، ألا وهو أن تكون دولة مستقلة، على الرغم من إصراره الدائم على أن تبقى أيرلندا مرتبطة ببريطانيا العظمى من خلال تاج مشترك وتقليد سياسي مشترك.
عارض غراتان قانون الاتحاد الصادر عام 1800 والذي دُمجت بموجبه مملكتي أيرلندا وبريطانيا العظمى، لكنه شغل منصب عضو في البرلمان الموحد في لندن لاحقًا.

## نشأته
ولد غراتان في فيشامبل ستريت في دبلن، وجرى تعميده في كنيسة القديس يوحنا الإنجيلي في عام 1746. ينتمي غراتان لطبقة النخبة الأنجلو-أيرلندية وينحدر من خلفية بروتستانتية، وهو نجل عضو البرلمان جيمس غراتان، من بيلكامب بارك في مقاطعة دبلن وماري، الابنة الصغرى لتوماس مارلي، مدعي عام أيرلندا، ورئيس بارون الخزنة الأيرلندية ولاحقًا اللورد رئيس قضاة أيرلندا وزوجته آن دي لاون. التحق غراتان بمدرسة دروغيدا النحوية ثم أصبح طالبًا متميزًا في كلية ترينيتي في دبلن، حيث بدأ دراسة مطولة للأدب الكلاسيكي، واهتم على نحو خاص بالخطباء العظماء في العصور القديمة. عمل غراتان على تطوير بلاغته الطبيعية ومهاراته الخطابية، كما فعل صديقه هنري فلود، من خلال دراسة أعمال العديد ممن اتخذهم قدوة له، كبولينغبروك وجونيوس. في أواخر عام 1760 ومطلع 1770، أمضى غراتان بضع سنوات في لندن، وزار فرنسا في عام 1771. حضر المناظرات التي أُقيمت في مجلس العموم البريطاني بانتظام، واستمتع كذلك بزيارة المقهى اليوناني الشهير في ديفيروكس كورت، حيث التقى بأوليفر غولد سميث. في لندن، وطّد غراتان صداقته الدائمة مع روبرت داي، الذي عُيّن لاحقًا قاضيًا في محكمة كينغز بينش.
درس غراتان في جمعية ميدل تمبل الشرفية وفي الجمعية الشرفية لكينغز إينز في دبلن وجرى استدعاؤه إلى نقابة المحامين الأيرلندية في عام 1772، على الرغم من أنه لم يمارس القانون بجدية أبدًا ولكنه انجذب إلى السياسة، متأثرًا بفلود. أصبح عضوًا في برلمان تشارلمونت الأيرلندي في عام 1775، برعاية اللورد تشارلمونت، في الوقت الذي أضر فلود بمصداقيته عندما قبوله المنصب. سرعان ما حل غراتان محل فلود في قيادة الحزب الوطني، لأسباب تتقدمها قدراته الخطابية غير المسبوقة بين معاصريه.

## في البرلمان الأيرلندي
استُبعد الكاثوليك –الذين شكلوا غالبية السكان الأيرلنديين– تمامًا من الحياة العامة آنذاك بموجب قوانين العقوبات السارية في أيرلندا من عام 1691 حتى أوائل ثمانينيات القرن الثامن عشر. امتلك أعضاء الكنيسة المشيخية سلطة أكبر بكثير نظرًا لكونهم بريطانيو الأصل في المقام الأول، على الرغم من تأثرهم بمعظم قوانين العقوبات كذلك. تركزت السلطة في يد نائب الملك وجماعة صغيرة، ألا وهي العائلات الأنجلو-أيرلندية الموالية للكنيسة الأنجليكانية في أيرلندا التي تمتلك معظم الأراضي.
حارب سياسيو الحزب الوطني آنذاك من أجل البرلمان الأيرلندي، ليس بقصد تحرير الأغلبية الكاثوليكية، ولكن لتحرير البرلمان الأيرلندي من العبودية الدستورية للمجلس الخاص للمملكة المتحدة. بموجب قانون بوينغز، وهو قانون أصدره الملك هنري السابع ملك إنجلترا، كان من اللازم تقديم جميع التشريعات الأيرلندية المقترحة إلى مجلس المملكة الخاص للموافقة عليها بموجب ختم إنجلترا العظيم قبل أن يقرها البرلمان الأيرلندي. قد يحظى مشروع قانون جرت الموافقة عليه بالقبول أو الرفض على هذا النحو، ولكن لا يجري تعديله. أكدت القوانين البريطانية الحديثة على التبعية الكاملة للبرلمان الأيرلندي، وأُلغي كذلك امتياز الاستئناف في مجلس اللوردات الأيرلندي. علاوة على ذلك، زعم مجلس النواب البريطاني سلطة التشريع المباشرة لأيرلندا ومارسها حتى دون الحصول على الموافقة الاسمية من البرلمان في دبلن. كان هذا هو الدستور الذي ندد ويليام مولينو وسويفت به، وهاجمه فلود، والذي كان من المقرر أن يلغيه غراتان، ليصبح قادة حركة باتريوت.
تصاعدت دعوات الاستقلال التشريعي لأيرلندا خلال مؤتمر المتطوعين الأيرلنديين المُقام في دونغانون، مقاطعة تيرون، وكان لها أثر كبير على قرار الحكومة في عام 1782 وتمخضت عن تقديم تنازلات. بتوظيف صفوف المتطوعين الذين تمركزوا خارج مقر البرلمان الأيرلندي في دبلن، أقر غراتان في 16 أبريل 1782، وسط حماس شعبي لا مثيل له، إنشاء حركة إعلان استقلال البرلمان الأيرلندي. صرخ غراتان: «عثرت على أيرلندا جاثية على ركبتيها، وراقبتها بعناية أبوية، وتتبعت التقدم الذي أحرزته وما أصابها من أضرار إلى استخدامها السلاح ومن استخدام السلاح إلى الحرية. سادت عبقريتكما يا روح سويفت، وروح مولينو، أصبحت أيرلندا الآن أمة!» بعد شهر من التفاوض، جرى التنازل عن المطالبات بأيرلندا. أظهر المواطنون الأيرلنديون امتنانهم لغراتان من خلال منحة برلمانية قدرها 100 ألف جنيه إسترليني، والتي كان لا بد من تخفيضها بمقدار النصف قبل أن يقبل بها.

طلب غراتان من مجلس العموم البريطاني إعادة تأكيد قرار الحكومة البريطانية، وفي 22 يناير 1783، أقر البرلمان في لندن الوثيقة النهائية، بما في ذلك النص الآتي:
ليكُن الحق الذي يطالب شعب أيرلندا به مشروعًا وملزمًا فقط بالقوانين التي سنها جلالة الملك وبرلمان تلك المملكة، في جميع الحالات مهما كان، ويُعلن بموجب هذا الاعتراف تأسيس الاستقلال والتأكيد عليه إلى الأبد، ولا يجوز التشكيك فيه في أي وقت.
في سبتمبر من نفس العام، أصبح غراتان عضوًا في مجلس المملكة الخاص في أيرلندا. طُرد في عام 1798، ولكنه أعيد قبوله في 9 أغسطس 1806.
كان غراتان عضوًا في نادي دالي في دبلن. 

## برلمان غراتان
شرع غراتان من خلال أعماله البرلمانية في إثبات ولائه للدستور من خلال إقرار تصويت لدعم 20,000 بحار تابع للبحرية الملكية. كان غراتان مخلصًا للتاج والرابطة البريطانية. مع ذلك، حرص على تحقيق إصلاح برلماني معتدل، وعلى النقيض من فلود، فضّل التحرر الكاثوليكي. كان من الجلي أنه بدون الإصلاح، لن يتمكن مجلس العموم الأيرلندي من تحقيق استفادة كبيرة من استقلاله التشريعي الذي حصل عليه حديثًا. على الرغم من خلو أيرلندا آنذاك من سيطرة وستمنستر الدستورية، بقيت خاضعة لنفوذ الفساد الذي مارسته الحكومة البريطانية من خلال مالكي البلدات البريطانية والأيرلندية، الذين عُرفوا باسم «المتعهدين»، أو على نحو مباشر أكثر من خلال المناصب التنفيذية الكبرى. لم يكن برلمان غراتان يسيطر على السلطة التنفيذية الأيرلندية. استمرت صلاحية تعيين اللورد ملازم أيرلندا والأمين الأول العام بيد الوزراء البريطانيين، وتعتمد فترة ولايتهم على تقلبات السياسة الحزبية الإنجليزية، وليس الأيرلندية، مورس الامتياز الملكي في أيرلندا بناءً على نصيحة الوزراء البريطانيين.
لم يكن مجلس العموم الأيرلندي ممثلًا للشعب الأيرلندي في وقت ندر فيه ممارسة الديمقراطية في أوروبا. استُبعد الغالبية من الروم الكاثوليك أو أعضاء الكنيسة المشيخية، جرت إعادة ثلثي أعضاء مجلس العموم من خلال أحياء صغيرة خاضعة لتصرف رعاة فرديين، والذين منحوا دعمهم مقابل توزيع الألقاب والمعاشات التقاعدية. مارس غراتان ضغوطًا من أجل الإصلاح لإضفاء الاستقرار والاستقلال الحقيقي على الدستور الجديد.
تشاجر غراتان وفلود حول إجراء الغاء بسيط في بعض نصوص الدستور، واختلف غراتان مع فلود كذلك حول مسألة الحفاظ على اتفاقية المتطوعين الأيرلنديين. لفت غراتان انتباه مجلس النواب إلى «التدابير والإجراءات المثيرة للقلق والمتمثلة في القضاء على أدنى فئات السكان»، وأشار كذلك إلى أن الإصلاحيين عليهم واجب حماية امتيازات الممتلكات حتى أثناء احتجاجهم على انتهاكاتها. من الأفضل أن يتقاعد أولئك الذين كانوا «محترمين» بصفتهم «ممتلكات الأمة» المسلحة عوضًا عن التعرض لمخاطر «التسول المسلح». أشار توماس ماكنيفين لاحقًا إلى أن فترة حكم غراتان تمثل «نقطة التحول»، حيث «تألفت من فئات مختلفة من الرجال، وساد حكم السياسيين الذين امتلكوا وجهات نظر مختلفة جدًا».